# Lê Gia Tông
Lê Gia Tông (chữ Hán: 黎嘉宗; * 1661 in Đông Kinh (Hanoi); † 3. April 1675 ebenda) war der neunte vietnamesische Kaiser aus der restaurierten Lê-Dynastie. Er amtierte von November 1671 bis zu seinem frühen Tod knapp dreieinhalb Jahre später. Wie alle Monarchen seiner Linie war er ein Marionettenherrscher der tatsächlich regierenden Trịnh-Fürsten.

## Leben
Vor seiner Thronbesteigung lautete sein Name Lê Duy Hội (oder Lê Duy Hợi) beziehungsweise Lê Duy Cối oder Lê Duy Khoái (je nach Lesung von 黎維禬). Er war der dritte Sohn des Kaisers Lê Thần Tông, der bis zu seinem Tod 1662 auf dem Thron saß. 
Da der älteste Bruder (und zwischenzeitliche Kaiser) Lê Chân Tông noch vor dem Vater gestorben war, bestieg 1662 der zweite Bruder Lê Huyền Tông den Thron. Dieser starb jedoch bereits Ende 1671, so dass der etwa zehnjährige Lê Gia Tông als Nachfolger ernannt wurde. Er wählte die Äranamen (Regierungsdevisen) Dương Đức (陽德, 1672–1674) und Đức Nguyên (德元, 1674–1675).
Wie seine Vorgänger hatte auch der neue Kindkaiser keinerlei Befugnisse, die über den Palastbereich hinausgingen, alle Macht lag stattdessen in den Händen des Trịnh Tạc. Im Jahr 1672 nahm dieser den Kaiser auf seinen Feldzug gegen die im Süden regierenden Nguyễn-Fürsten mit, was ungewöhnlich war, da die Kaiser die  Hauptstadt in der Regel nie verlassen durften. Der Feldzug scheiterte allerdings trotz der kaiserlichen Anwesenheit, woraufhin Trịnh Tạc sich um Frieden mit den Nguyễn bemühte.
Gemäß der traditionellen Hofchroniken war Lê Gia Tông intelligent, großzügig und moralisch und hatte somit den Charakter eines guten Herrschers. Seine vielversprechende Entwicklung endete aber mit seinem frühen Tod im Alter von etwa vierzehn Jahren.
Als Nachfolger wurde sein jüngerer Bruder Lê Hy Tông eingesetzt.